# Fuego en la sangre (película de 1965)
Fuego en la sangre es una película en blanco y negro coproducción de Argentina, México y Venezuela dirigida por René Cardona Jr. según el guion de Alfonso Díaz Bullar que se estrenó el 11 de marzo de 1965 y que tuvo como protagonistas a Libertad Leblanc, Julio Aldama, Guillermo Battaglia y Raúl del Valle.

## Sinopsis
En marco rural, la crónica de una mujer con demasiadas demandas amorosas.

## Reparto
Intervinieron en el filme los siguientes intérpretes:
- Libertad Leblanc … Cristina
- Julio Aldama … Galaor
- Guillermo Battaglia … Crispín
- Raúl del Valle … Comisario Feliciano
- Carmen Jiménez … Tía Tepo
- Eduardo Vener … Tomás
- José Orange
- Eduardo Galán
- Juan Quetglas … Gabino
- Mirta del Valle … Tere
- Miguel Paparelli … Pulpero
- Oscar Llompart
- Germán Trabella
- Francisco Barletta

## Comentarios
La Prensa dijo:

”Creer que todo eso tiene que ver con el cine es materia opinable… otro detalle decisivo: Libertad Leblanc aparece con el pelo negro”

Por su parte, Manrupe y Portela escriben:

”Clásico film de acoso sexual. Filmada a orillas del Paraná. René Cardona es el campeón de películas “B” mexicanas. Julio Aldama también es mexicano. Y  esta vez Libertad Leblanc es morocha.”